# Trần Thị Thúy
Trần Thi Thúy (1971) is een Vietnamese landrechtactivist wie in 2011 werd gearresteerd in Vietnam. Ze zit momenteel een gevangenisstraf van acht jaar uit in An Phuoc Detention Center in Binh Duong. Trần Thi Thúy is lid van de pro-democratische politieke partij Viet Tan

## Arrestatie in 2010
Op 10 augustus 2010 werd Thúy in haar huis gearresteerd door leden van de Openbare Veiligheid, zonder dat een arrestatiebevel was uitgevaardigd. Thúy's familie werd 10 dagen na haar arrestatie hiervan op de hoogte gesteld.

## Veroordeling in 2011
Op 30 mei 2011, tijdens een eendaags proces gehouden in zuid Ben Tre, werd Thúy aangeklaagd omdat ze een poging deed de overheid omver te werpen. Ze werd aangeklaagd op grond van artikel 79, een artikel gebruikt om vreedzame activisten gevangen te zetten. Ze werd veroordeeld tot acht jaar gevangenisstraf en vijf jaar onder huisarrest. Zes andere mensen werden aangeklaagd tegelijk met Thúy, namelijk Pastor Duong Kim Khai, Nguyen Thanh Tam, Pham Van Thong, Cao van Tinh, Nguyen Chi Thanh en Pham Ngoc Hoa. Alle zeven verdachten werden aangeklaagd op grond van Artikel 79 van het Vietnamese Wetboek van Strafrecht en kregen gevangenisstraffen van tussen de twee en acht jaar.
Het proces van 30 mei was zwaar beveiligd en afgesloten door geüniformeerde politie en politie in burger.

## De behandeling in de gevangenis
Na haar arrestatie is Thúy blootgesteld aan fysieke mishandeling en het weigeren van medische behandeling. Voorafgaand aan het proces werd Thúy door de beveiligingspolitie in haar buik geslagen.
In haar gevangenschap moest Thúy gedwongen arbeid verrichten, met name het schillen en pellen van cashewnoten. Ze kreeg niet de juiste bescherming en kreeg daardoor bijtende brandwonden op haar huid. Thúy moest vele uren werken wat resulteerde in herhaaldelijk flauwvallen.
Thúy is gevangen gezet bij criminelen die van de gevangenisautoriteiten de opdracht hadden gekregen haar te intimideren.
In april 2015 werd Thúy ernstig ziek door een baarmoedertumor. Voldoende medische behandeling werd haar geweigerd en er werd haar verteld dat ze haar misdaad moest toegeven of anders zou sterven in de gevangenis.
De broer van Thúy, Tran Anh Tuan, meldde op 2 september 2016 na een bezoek aan Thúy aan Amnesty International dat haar gezondheid ernstig verslechterd is, en dat ze hem in eerste instantie niet herkende door de verwarde staat waar ze in verkeerde.
Op 11 oktober 2016 poste Amnesty International een update waarin stond dat Thúy's gezondheid snel achteruitging. Ze had ondraaglijke pijn en haar tumoren begonnen te zweren. Voedsel en medicatie worden door de autoriteiten achtergehouden tot ze bekent.

## Internationale reactie
De arrestatie, veroordeling en de mishandeling van Thúy is wereldwijd veroordeeld door verschillende organisaties en individuen.
- In 2011 schreef Thúy's moeder Bui Thi Nu een oproep gericht aan de hoge commissaris voor de Vluchtelingen, internationale mensenrechtenorganisaties, mediaorganisaties en vrienden over de hele wereld. De oproep openbaarde het opzettelijk belemmeren van Thúy's advocaat, wie verbannen werd de rechtbank tijdens het proces, Thúy's verslechterende gezondheidstoestand en het ontzeggen van medische behandeling en de voortdurende bedreigingen tegen Thúy. Ze spoorde de internationale gemeenschap aan gerechtigheid en veiligheid voor haar dochter op te eisen.[10]
- In 2012 riep Viet Tan op voor dringende tussenkomst van de internationale gemeenschap voor haar agressieve behandeling.
- In 2011 vermeld de UNWGAD dat de basis van de detentie van Thúy en de andere zes activisten willekeurig was en in strijd met de internationale wetgeving.[11]
- In december 2015 riep Amnesty International een dringende oproep tot actie uit om de juiste medische zorg voor Thúy te eisen. De call-to-action stelt dat 'ontkenning van de behandeling in deze omstandigheden kunnen oplopen tot marteling en daarbij een schending van het Verdrag tegen foltering en andere wrede, onmenselijke en onterende behandeling of bestraffing, welke van kracht ging in Vietnam in februari na de ratificatie van vorig jaar'.[1]
- In september 2016 riep Amnesty International opnieuw dringend een oproep tot actie uit om de autoriteiten onmiddellijk medische attentie te laten geven en om haar onmiddellijk vrij te laten, omdat ze een 'gevangene van geweten is, uitsluitend vastgehouden voor vreedzame activiteiten die mensenrechten verdedigden, waardoor haar gevangenschap een schending is van het Verdrag tegen foltering en andere wrede, onmenselijke en onterende behandeling of bestraffing, welke van kracht ging in Vietnam in februari na de ratificatie van vorig jaar'.[8]
- In februari 2017 riep Amnesty wederom dringend op tot actie voor de gezondheidsstatus van Thúy, omdat ze door gebrek aan medicatie niet meer in staat was tot lopen.[12]

De volgende politici zijn ook bezorgd over Thúy's arrestatie en behandeling in de gevangenis:
- Australisch parlementslid Bernie Ripoll[13]
- Amerikaans congreslid Loretta Sanchez[14][15][16]
- Australisch parlementslid Lucas Donellan[17]
- Canadees parlementslid Judy Sgro[18]
- Amerikaans congreslid Joseph Cao
- Amerikaans congreslid Zoe Lofgren
- Amerikaans congreslid Gerald Connolly
- Amerikaans congreslid Daniel Lungren
- Amerikaans congreslid David Wu
- Amerikaans congreslid John Culberson
- Amerikaans congreslid Judy Chu
- Amerikaans congreslid James McGovern